# Ashes Tour 1890
Die Ashes Tour 1890 war die Tour der australischen Cricket-Nationalmannschaft, die die 8. Austragung der Ashes beinhaltete, und wurde zwischen dem 21. Juli und 27. August 1890 ausgetragen. Die internationale Cricket-Tour war Teil der internationalen Cricket-Saison 1890 und umfasste zwei Test-Matches. England gewann die Serie 2–0.

## Vorgeschichte
Für beide Mannschaften war es die erste Tour der Saison.
Das letzte Aufeinandertreffen der beiden Mannschaften bei einer Tour fand in der Saison 1887/88 in Australien statt.

## Stadien
Die folgenden Stadien wurden für die Tour als Austragungsort vorgesehen.
| Stadion                     | Stadt      | Kapazität | Spiele  |
| --------------------------- | ---------- | --------- | ------- |
| The Oval                    | London     | 23.500    | 2. Test |
| Lord’s Cricket Ground       | London     | 30.000    | 1. Test |
| Old Trafford Cricket Ground | Manchester | 19.000    | 3. Test |

## Kaderlisten
Die Mannschaften benannten die folgenden Kader.
| Test | Test |
| England | Australien |
| --- | --- |
| - W. G. Grace (K) - William Attewell - Billy Barnes - James Cranston - Billy Gunn - George Lohmann - Gregor MacGregor (wk) - Fred Martin - Bobby Peel - Maurice Read - Walter Read - John Sharpe - Arthur Shrewsbury - George Ulyett | - Billy Murdoch (K) - Jack Barrett - Jack Blackham (wk) - Kenny Burn - Percie Charlton - J. J. Ferris - Syd Gregory - John Lyons - Harry Trott - Hugh Trumble - Charlie Turner |

## Tests

### Erster Test in London
| 21. – 23. Juli Scorecard | London (Lord’s) | Australien 132 (86) & 176 (140.2) | – | England 173 (110.1) & 137-3 (75) |
|                          |                 | England gewinnt mit 7 Wickets     |   |                                  |

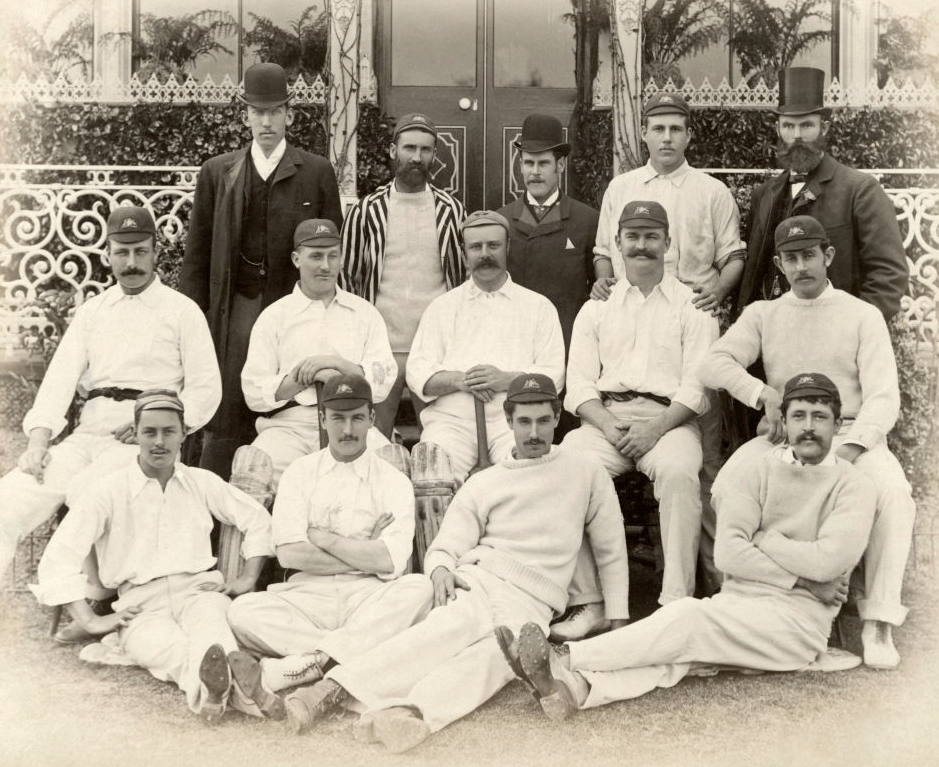
Das australische Nationalteam bei der Tour 1890

In den Tagen vor dem Spiel hatte es stark geregnet. Das Feld konnte dennoch planmäßig bespielt werden. Australien gewann den Münzwurf und entschied sich als Schlagmannschaft zu beginnen. Für sie konnten sich die beiden Eröffnungs-Batter John Lyons und Charlie Turner etablieren. Lyons schied nach einem Half-Century über 55 Runs aus und Turner konnte bis zu seinem Verlust des Wickets 24 Runs erreichen. Von den verbliebenen Battern konnte dann nur noch Harry Trott mit 11 Runs eine zweistellige Run-Zahl erzielen. Beste englische Bowler waren William Attewell mit 4 Wickets für 42 Runs und Bobby Peel mit 3 Wickets für 28 Runs. Nachdem England früh seine Eröffnungs-Batter verloren hatte, konnte Billy Gunn zusammen mit Maurice Read eine Partnerschaft bilden. Gunn schied nach 14 Runs aus und wurde durch George Ulyett ersetzt. Read konnte bis zu seinem Ausscheiden 34 Runs erreichen und wurde gefolgt durch Bobby Peel, bevor der Tag beim Stand von 108/5 endete. Am zweiten Tag schied Peel nach 16 Runs aus, bevor auch Ulyett sein Wicket nach einem Half-Century über 74 Runs verlor. Von den verbliebenen Battern erreichte George Lohmann 19 Runs, bevor das Innings mit einem Vorsprung von 41 Runs für England endete. Bester australischer Bowler war John Lyons mit 5 Wickets für 30 Runs. Australien begann sein zweites Innings damit, dass sich Eröffnungs-Batter Jack Barrett etablieren konnte. An seiner Seite erzielten John Lyons 33 Runs, Billy Murdoch 19 Runs und Jack Blackham 10 Runs, bevor der Tag beim Stand von 168/9 endete. Am dritten Tag endete die letzte Partnerschaft, als Kenny Burn nach 19 Runs sein Wicket verlor und Barrett zu diesem Zeitpunkt ein Half-Century über 67* Runs erreicht hatte. England hatte damit eine Vorgabe von 136 Runs einzuholen. Beste englische Bowler waren George Lohmann mit 3 Wickets für 28 Runs und Bobby Peel mit 3 Wickets für 59 Runs. England eröffnete mit W. G. Grace und Arthur Shrewsbury. Shrewsbury schied nach 13 Runs aus und wurde gefolgt von Billy Gunn mit 34 und Walter Read mit 13 Runs. Grace konnte dann die Vorgabe einholen und erzielte dabei ein Fifty über 75* Runs. Bester australischer Bowler war J. J. Ferris mit 2 Wickets für 42 Runs.

### Zweiter Test in London
| 11. – 12. August Scorecard | London (Oval) | Australien 92 (65.2) & 102 (60.2) | – | England 100 (55) & 95-8 (51) |
|                            |               | England gewinnt mit 2 Wickets     |   |                              |

Australien gewann den Münzwurf und entschied sich als Schlagmannschaft zu beginnen. Nachdem die Eröffnungs-Batter, John Lyons nach 13 Runs und Charlie Turner nach 12 Runs, ihre Wickets verloren, konnte sich Harry Trott etablieren. Jedoch scheiden seine Partner jeweils früh aus, bis er sein Wicket selbst nach 39 Runs verlor. Von den verbliebenen Battern konnte Percie Charlton noch 10 Runs erzielen. Beste englische Bowler waren Fred Martin mit 6 Wickets für 50 Runs und George Lohmann mit 3 Wickets für 34 Runs. England verlor früh seine Eröffnungs-Batter, bevor sich Billy Gunn etablierte. An seiner Seite erzielte James Cranston 16 Runs, bevor er selbst sein Wicket nach 32 Runs verlor. Maurice Read konnte dann noch 19 Runs erreichen, bevor auch er ausschied und das Innings mit einem Vorsprung von 8 Runs endete. Beste australische Bowler waren J. J. Ferris mit 4 Wickets für 25 Runs und Percie Charlton mit 3 Wickets für 18 Runs. Kurz nach Beginn des zweiten australischen Innings endete der Tag beim Stand von 5/2. Am folgenden Tag fand Eröffnungs-Batter Kenny Burn mit John Lyons einen Partner. Lyons schied nach 21 Runs aus und Burn nach 15 Runs. Der hineingekommene Harry Trott fand mit Percie Charlton einen weiteren Partner. Trott schied nach 25 Runs aus und Charlton kurz darauf nach 11 Runs. So endete das Innings mit einer Vorgabe von 95 Runs für England. Beste englische Bowler waren Fred Martin mit 6 Wickets für 52 Runs und George Lohmann mit 3 Wickets für 32 Runs. Von den englischen Eröffnungs-Battern erzielte W. G. Grace 16 Runs. Daraufhin bildete sich eine Partnerschaft zwischen Maurice Read und James Cranston. Read verlor nach 35 Runs sein Wicket und Cranston kurz danach nach 15. Den verbliebenen Battern gelang es danach dann die Vorgabe einzuholen. Beste australische Bowler waren J. J. Ferris mit 5 Wickets für 49 Runs und Charlie Turner mit 3 Wickets für 38 Runs.

### Dritter Test in Manchester
| 25. – 27. August Scorecard | Manchester | England  | – | Australien |
|                            |            | Abgesagt |   |            |

Das Spiel wurde auf Grund von schlechtem Wetter abgesagt.

### Bewertung
Für Australien wurde die Tour allgemein als Enttäuschung wahrgenommen. Neben den Niederlagen in den beiden Tests stand auch die Gesamtbilanz der Tour. Australien konnte von den insgesamt 38 bestrittenen Partien der Tour nur 13 für sich entscheiden, verlor 16, während neun in einem Remis endeten. Zwar waren Teile der australischen Mannschaft hoch angesehen, jedoch konnten sie vor allem im Batting nicht überzeugen.

## Statistiken
Die folgenden Cricketstatistiken wurden bei der Ashes-Serie erzielt:
| Tests          | Tests      | Tests   | Tests   | Tests   | Tests   | Tests   | Tests   | Tests   |
| Batting        | Batting    | Batting | Batting | Batting | Batting | Batting | Batting | Batting |
| Spieler        | Mannschaft | Spiele  | Innings | Runs    | Average | HS      | 100s    | 50s     |
| -------------- | ---------- | ------- | ------- | ------- | ------- | ------- | ------- | ------- |
| John Lyons     | Australien | 2       | 4       | 122     | 30,50   | 55      | 0       | 1       |
| W. G. Grace    | England    | 2       | 4       | 91      | 30,33   | 75*     | 0       | 1       |
| Maurice Read   | England    | 2       | 4       | 90      | 30,00   | 35      | 0       | 0       |
| Billy Gunn     | England    | 2       | 4       | 81      | 20,25   | 34      | 0       | 0       |
| Jack Barrett   | Australien | 2       | 4       | 80      | 26,66   | 67*     | 0       | 1       |
| Bowling        |            |         |         |         |         |         |         |         |
| Spieler        | Mannschaft | Spiele  | Overs   | Wickets | Average | BBI     | 5W      | 10W     |
| J. J. Ferris   | Australien | 2       | 113.0   | 13      | 13,50   | 5/49    | 1       | 0       |
| Fred Martin    | England    | 1       | 57.2    | 12      | 8,50    | 6/50    | 2       | 1       |
| George Lohmann | England    | 2       | 103.2   | 9       | 15,22   | 3/28    | 0       | 0       |
| Bobby Peel     | England    | 1       | 67.0    | 6       | 14,50   | 3/28    | 0       | 0       |
| Charlie Turner | Australien | 2       | 104.0   | 6       | 26,50   | 3/38    | 0       | 0       |